# إليسون كابرز
إليسون كابرز (بالإنجليزية: Ellison Capers)‏ هو قسيس أمريكي، ولد في 14 أكتوبر 1837 في تشارلستون في الولايات المتحدة، وتوفي في 22 أبريل 1908 في كولومبيا في الولايات المتحدة.